# Operação Farroupilha

Meneghetti, ao centro, com o comandante local da Brigada Militar, ao lado, de capacete, em 2 de abril

A Operação Farroupilha foi a transferência temporária da sede do governo do Rio Grande do Sul, no Palácio Piratini na capital Porto Alegre, para um quartel da Brigada Militar em Passo Fundo, no noroeste do Estado. Ela foi planejada pelo governador Ildo Meneghetti e executada entre 1º e 3 de abril de 1964 como parte do golpe de Estado no Brasil em 1964.
Em 1961 o Rio Grande do Sul foi fundamental para garantir a posse do presidente João Goulart através da Campanha da Legalidade. Porém, em 1964 o cenário político havia mudado e o governo estadual de Meneghetti estava na oposição. O governador participou das conspirações que conduziriam ao golpe e a ideia da Operação já era desenvolvida desde 1963. Porém, sua intenção era enfrentar as forças de esquerda estaduais em conjunto com o III Exército nas operações “Aliados” ou “Combate”. A Operação Farroupilha foi um plano alternativo acionado em 1º de abril após o general legalista Ladário Pereira Teles assumir o comando do III Exército em Porto Alegre e apoiar a segunda Campanha da Legalidade iniciada por Leonel Brizola. As ameaças do III Exército, que pretendia requisitar a Brigada Militar, e de manifestantes contrários ao golpe em frente ao Palácio Piratini levaram à fuga da capital à tarde. Meneghetti estava praticamente deposto, e Porto Alegre ficou nas mãos dos partidários de Goulart. Porém, a Brigada Militar permaneceu leal ao governador.
Meneghetti levou consigo figuras importantes de sua administração. Suas opções para transferir a capital eram Passo Fundo e Santa Maria. Passo Fundo foi escolhida pela proximidade à fronteira com Santa Catarina, aliança com o prefeito Mário Menegaz e maiores efetivos da Brigada Militar do que do Exército. O governador chegou à noite e ordenou a preparação de forças militares na cidade para reconquistar Porto Alegre. Ele estava aliado ao general Mário Poppe de Figueiredo e seu “III Exército Revolucionário”, que controlava a maioria das unidades do Exército no interior gaúcho em contestação à autoridade do general Ladário. Em 2 de abril, Goulart, o alvo do golpe, passou por Porto Alegre e recusou a oferta de Ladário e Brizola para um enfrentamento militar. O general Ladário aceitou entregar seu comando e o golpe triunfou, tornando a reconquista desnecessária. As tropas do governador e do general Poppe entraram em Porto Alegre em 3 de abril e o governo gaúcho retornou à sua capital original.

## Contexto

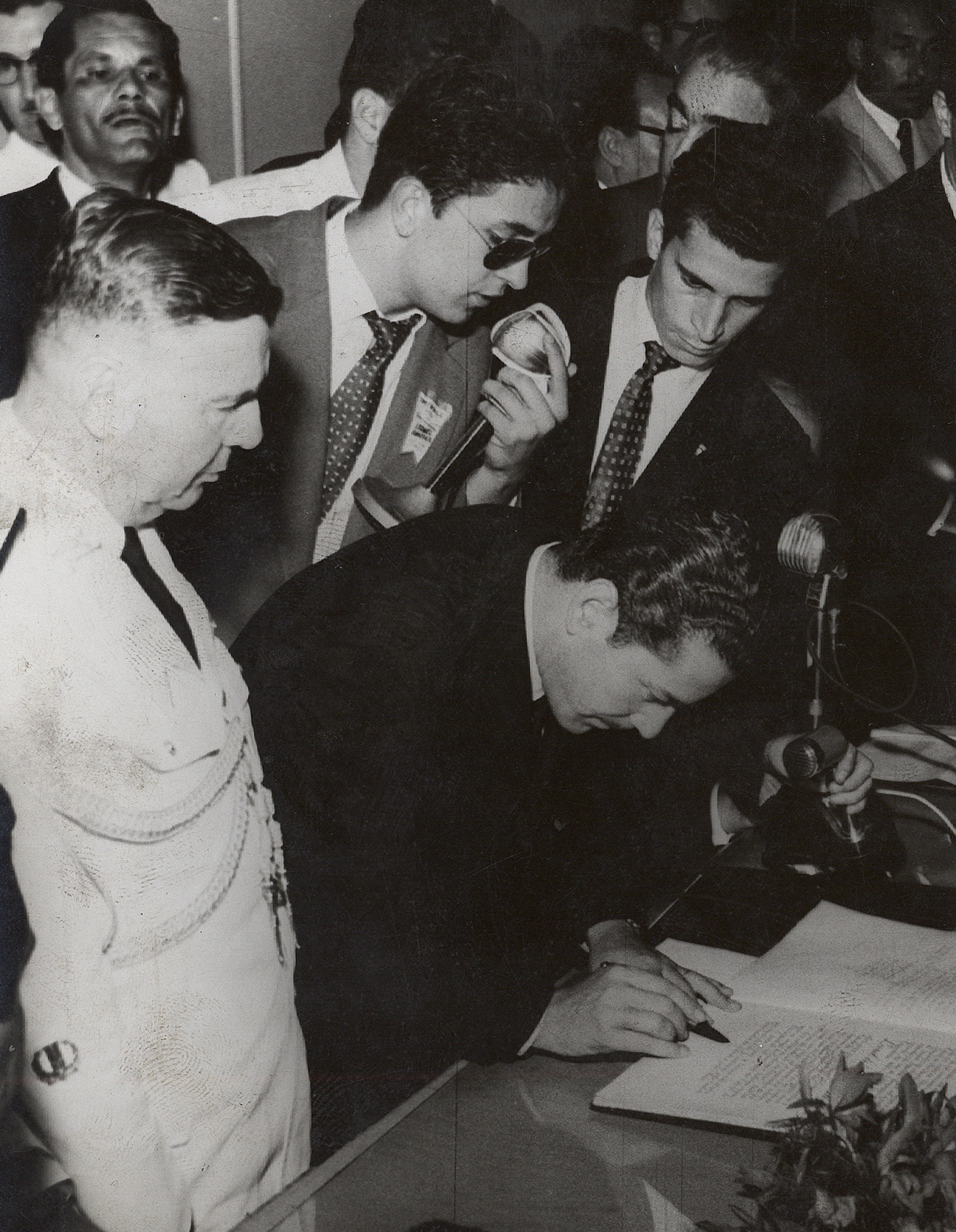
Posse de Brizola em 1959

O Rio Grande do Sul teve grande importância no cenário político brasileiro durante o governo de Goulart. Foi palco de eventos fundamentais da Campanha da Legalidade, em 1961, e do golpe de Estado de 1964, além de reduto de Leonel Brizola, Goulart e o partido de ambos, o Partido Trabalhista Brasileiro (PTB), todos alvos do golpe. Tanto comunistas quanto petebistas tinham força, e o PTB era a força hegemônica na política estadual durante a Quarta República. Em 1961 Leonel Brizola, como governador, mobilizou a opinião pública, instituições políticas e Brigada Militar na Campanha da Legalidade para conseguir a posse de João Goulart. O III Exército, responsável pelas forças do Exército Brasileiro no sul do país, tomou seu lado. Após 1961, houve no estado, como no restante do país, um esforço político conservador para influenciar a opinião pública e articulações conspiratórias contra o presidente.
Muitos dos apoiadores gaúchos de Goulart em 1961 mudaram de lado em 1964, como as elites agropecuárias e empresariais. O governo estadual passou na eleição de 1962 a Ildo Meneghetti, do Partido Social Democrático (PSD), à frente de uma coalizão anti-PTB, a Ação Democrática Popular. Isso foi possível devido à radicalização política, que isolou o PTB, tendo como fator adicional o financiamento americano da oposição. O novo governador teve papel fundamental na conspiração no Rio Grande do Sul. Havia conspirações de civis e militares por todo o país, sem coordenação central até as vésperas do golpe. Meneghetti colaborava com outros governadores conspiradores.
A Brigada Militar estava mal equipada e marcada pela indisciplina de praças. Sob Meneghetti e o novo comandante, o coronel Octávio Frota, houve um esforço para controlar a corporação e impedir seu alinhamento a favor de Goulart. Ela foi subordinada diretamente ao governador, em vez da Secretaria de Segurança Pública, os oficiais brizolistas foram transferidos a cargos administrativos e grandes formaturas públicas de oficiais e praças foram realizadas. No III Exército, ao chegar o golpe em 1964 a conspiração alcançava até mesmo o quartel-general, embora o comandante, general Benjamim Rodrigues Galhardo, não fizesse parte. Meneghetti e Adalberto Pereira dos Santos, comandante da 6ª Divisão de Infantaria (6ª DI), pressionavam Galhardo a aderir à sua conspiração.

## Planejamento
Mais de um ano antes do golpe, Meneghetti, aliado ao comandante da 3ª Divisão de Infantaria, o general Olímpio Mourão Filho, já traçava planos para um confronto com o governo federal. A hipótese era de uma “tentativa de Jango de promover sua permanência no poder”; como o III Exército, sediado em Porto Alegre, estava sob o general governista Jair Dantas Ribeiro, poderia ser necessário um recuo ao interior. Eram importantes nesse plano os municípios de Passo Fundo e de Santa Maria, onde Mourão comandou a 3ª DI até fevereiro de 1963, posteriormente seguindo a São Paulo. A “política de interiorização” do governo Meneghetti, com sucessivas viagens do governador ao interior, incluía assim a preparação para esse confronto.
Entretanto, a transferência do governo estadual para o interior, ou seja, a Operação Farroupilha, não era o futuro ideal, mas uma alternativa para o caso de uma reação legalista do III Exército. Ela não era nem mesmo o “plano B”, mas a terceira opção, depois de duas preferíveis. O Correio do Povo, com base nas informações fornecidas pelo chefe da Casa Civil Plínio Cabral logo após o golpe, definiu os planos como:

O primeiro, que tinha o nome de “Operação Aliados”, consistiria na defensiva através de uma ação conjunta do governo com o III Exército (...) O outro, chamado “Operação Combate”, consistia em uma ação da Brigada Militar, aliada a certas unidades do Exército, principalmente no interior. O terceiro plano, justamente o utilizado, chamado “Operação Farroupilha”, previa a organização da resistência em uma região do estado, com as forças civis e militares arregimentadas.

As possibilidades de exílio na “Operação Farroupilha” eram duas: Santa Maria e Passo Fundo. Ambas eram nexos ferroviários. A primeira, no centro do Estado, e a última, mais perto da fronteira setentrional, de onde seria possível defender-se de forças inimigas em Porto Alegre, receber reforços ou fugir. A Brigada Militar era confiável, e o Exército, uma incógnita; Passo Fundo tinha grande presença da primeira (2º Batalhão Policial) e pequena do segundo (1º Esquadrão do 20º Regimento de Cavalaria). Na política local de Santa Maria predominava o PTB, e em Passo Fundo, os conservadores.
O PTB havia sido hegemônico em Passo Fundo até a eleição do prefeito Mário Menegaz, do Movimento Trabalhista Renovador (MTR), no pleito de 1963. O MTR era uma dissidência do PTB. Seus representantes em Porto Alegre e na Assembleia Legislativa do Rio Grande do Sul só se reconciliaram com o PTB após o Comício da Central, opondo-se ao golpe. Nas eleições municipais o partido havia concorrido em aliança com Meneghetti, incluindo em Passo Fundo, onde o governador foi um dos maiores apoiadores da candidatura de Menegaz. Consequentemente, embora Santa Maria fosse preferida quando Mourão ainda comandava na cidade, Passo Fundo tornou-se o destino preferido.

## Revés em Porto Alegre

### Perda do III Exército
Pego de surpresa na tarde do dia 31 pelas notícias da deflagração do golpe, o governo estadual empenhou-se em garantir seu sucesso através da “Operação Aliados”, ainda que sem uma declaração aberta. O governador baixou decretos abrindo crédito extraordinário, convocando os oficiais da reserva da Brigada Militar e requisitando os combustíveis líquidos e as estações de rádio e televisão. Porém, para sua consternação, Goulart nomeou o general legalista Ladário Pereira Teles para substituir o general Galhardo no III Exército. Galhardo prometeu prender Ladário assim que chegasse e Meneghetti preparou um manifesto, a ser assinado por ambos, aderindo ao golpe, mas o general não cumpriu com sua palavra e Ladário assumiu o comando na madrugada de 1º de abril.
O novo comandante do III Exército tinha ordens do presidente para dar um tratamento duro ao governador. Ele requisitou os combustíveis e as estações de rádio e televisão, anulando os decretos anteriores de Meneghetti, e entregou as estações a Leonel Brizola (agora apenas um deputado federal) para que fizesse propaganda contra o golpe, assim como em 1961. Surgia uma segunda Campanha da Legalidade. A condição prevista para a Operação Farroupilha — o alinhamento do III Exército inteiro ao governo federal — não ocorreria de fato, pois Ladário não conseguiu afirmar sua autoridade sobre todas as formações. Porém, o desenrolar da situação foi confuso o suficiente para levar os conspiradores à opção mais extrema.

### Pressão sobre o Palácio Piratini
Poucas são as possibilidades de resistência na cidade de Porto Alegre, cujo bravo povo está ameaçado pela força, a violência e a opressão. Não cessará nossa resistência. Ela apenas começa.

Manifesto de Ildo Meneghetti
Brizola, Ladário e o general Assis Brasil, chefe do Gabinete Militar da Presidência, decidiram requisitar a Brigada Militar. O novo comandante seria o tenente-coronel Daisson Gomes da Silva. A união da corporação com o Exército seria uma forma de repetir a Campanha da Legalidade e reaver a autoridade de Ladário nas várias guarnições do Exército rebeladas no interior. Às 11:00 o comando do III Exército enviou ao Palácio Piratini um ofício requisitando a Brigada Militar. O governador respondeu com um comunicado ambíguo. Ele considerava a requisição inconstitucional. A Constituição definia as Polícias Militares como forças auxiliares e de reserva do Exército, mas conforme o parecer do Procurador do Estado, Mário Mondino, somente o presidente da República poderia fazer a requisição. Assis Brasil deveria providenciar uma requisição assinada pelo presidente, mas isso não ocorreu.

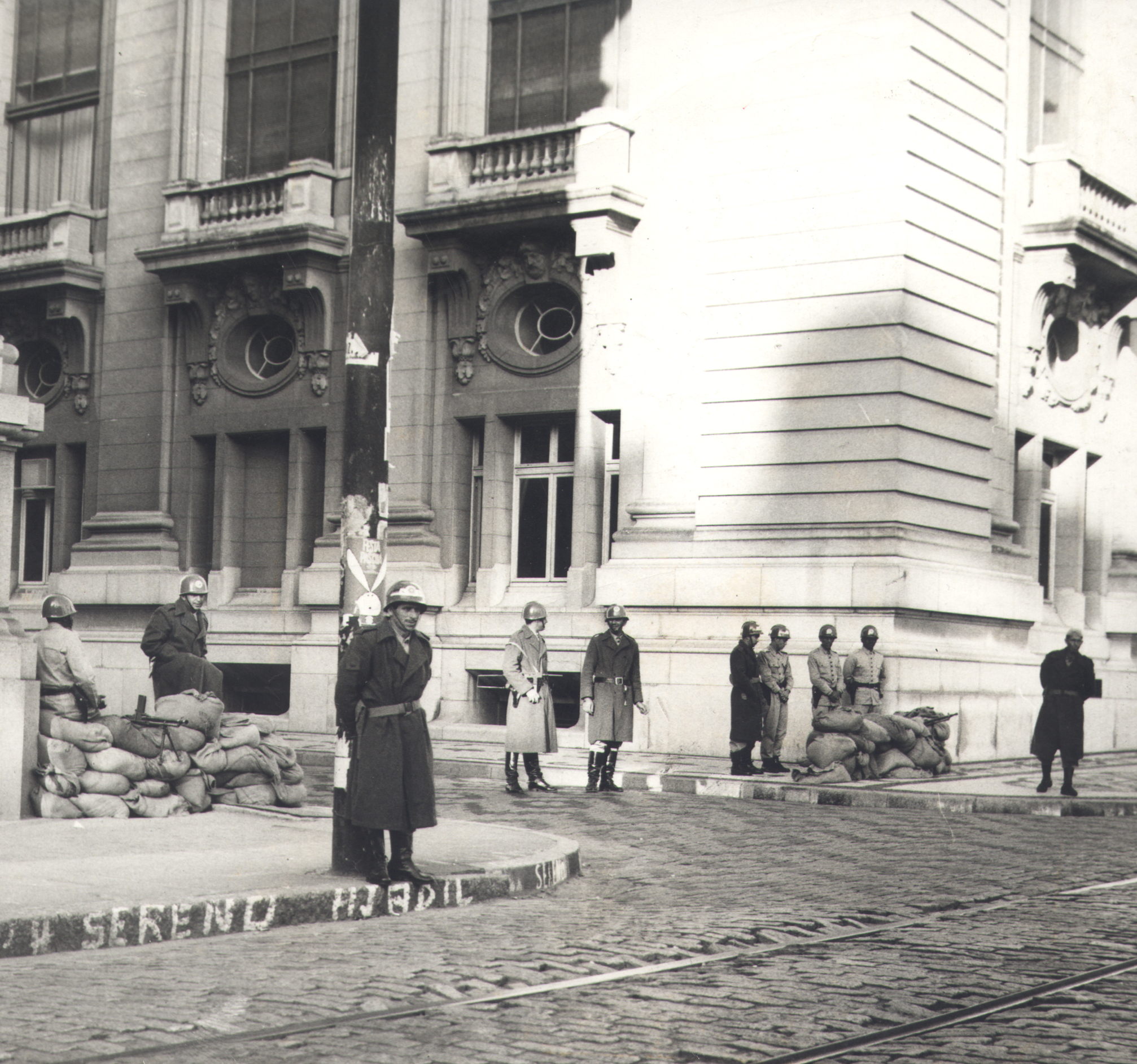
Tropas do governador ao redor do Palácio

Ladário divulgou uma proclamação aos policiais militares e enviou um novo ofício com um ultimato para que Meneghetti entregasse a Brigada Militar ao III Exército até as 14:00. No Palácio Piratini, surgiu o temor da intervenção federal nas forças policiais e prisão do governador se fosse enviada uma nova resposta ambígua ou negativa. Para piorar, também às 11:00 uma multidão de dois mil manifestantes contrários ao golpe compareceram à Praça da Matriz. Brigadianos com metralhadoras e fuzis com baionetas montaram guarda, mas a multidão avançou ao Palácio. O clima no interior era de pânico. A situação só acalmou após o prefeito Sereno Chaise redirecionar a multidão à Prefeitura para assistir a um discurso de Brizola. Meneghetti divulgou um manifesto e, no início da tarde, saiu pela porta dos fundos do Palácio Piratini e deixou a capital. Ele estava praticamente deposto, e Brizola e Ladário controlavam Porto Alegre.
Enquanto o governador deixava a capital, a requisição da Brigada Militar falhou. O coronel Frota foi convocado ao QG do III Exército às 17:00 e recusou a entrega, exigindo um requerimento do governador ou presidente da República; ainda assim, Ladário não o prendeu. 39 oficiais legalistas da Brigada Militar, destoando do restante da corporação, se apresentaram ao III Exército, dispostos a constituir um comando informal. Houve uma tentativa, sem sucesso, de coagir o comandante do regimento Bento Gonçalves, mas ele permaneceu leal ao governador. A atitude legalista tinha motivos variados, como a proximidade ideológica a Brizola ou Goulart e a lealdade à ordem constitucional.

## Transferência da capital

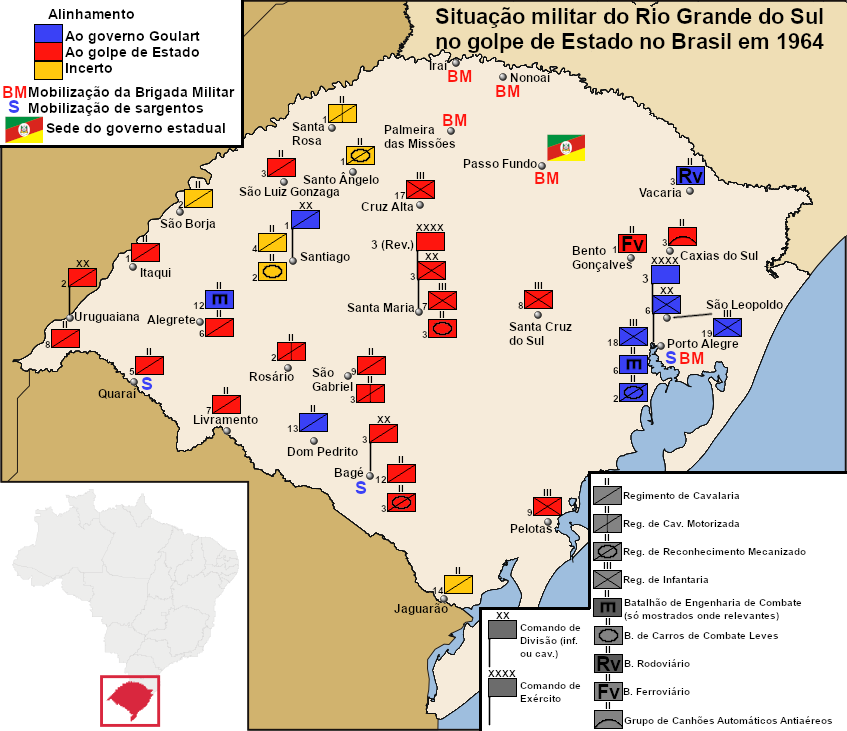
Passo Fundo no contexto militar do Rio Grande do Sul

Dos dois destinos possíveis, Passo Fundo foi escolhida. Além da aliança com o prefeito e da presença da Brigada Militar, o município é próximo a Cruz Alta, onde o general Adalberto havia assumido o comando após deixar Porto Alegre. Apesar disso, em Santa Maria a situação foi também favorável ao golpe. O general Mário Poppe de Figueiredo, comandante da 3ª DI, aderiu ao redor das 11:30 e no dia seguinte chegou a oferecer a cidade como nova sede do governo.
Escoltado pelo coronel da Brigada Militar Gonçalino Cúrio de Carvalho, o governador chegou à cidade de noite acompanhado do secretário da Fazenda, José Antônio Aranha, secretário-chefe da Casa Civil, Plínio Cabral, secretário-chefe da Casa Militar, coronel Orlando Pacheco, e o delegado da Polícia Civil Augusto Muniz dos Reis. Eles foram recebidos formalmente às 20:00 pelo prefeito e políticos situacionistas. O secretário de Segurança Poty Medeiros chegou mais tarde. Com a presença de importantes membros da administração, o núcleo do governo estadual estava agora operando de forma improvisada na sua nova sede, o quartel do 2º Batalhão Policial.
Na cidade, agora batizada de “Capital da Liberdade”, o governador requisitou viaturas públicas e combustíveis e convocou os oficiais da reserva da Brigada Militar. Suas forças foram engrossadas pela guarnição local do Exército, voluntários, homens de “coronéis” das vizinhanças e policiais militares da capital e de outros municípios do interior. João Magalhães, secretário de Obras, organizou o armamento. O major Victor Hugo Martins, comandante do 2º Batalhão Policial, foi promovido a tenente-coronel e delegado o comando de todo o efetivo da Brigada Militar no norte gaúcho. O objetivo era a reconquista de Porto Alegre.
Orlando Carlos, presidente do Partido Libertador, elogiou Meneghetti pela Operação, pois “agindo como agiu, preservou a autoridade do governo, assumindo posição frontal de combate, no desencadear de possíveis operações militares”. Com a presença de Ladário no comando do III Exército, havia a perspectiva de guerra civil no Rio Grande do Sul. Em 1º de abril a 3ª DI e a 2ª e 3ª Divisões de Cavalaria (DCs) já haviam aderido ao golpe, e na manhã do dia 2 Poppe de Figueiredo autonomeou-se comandante do III Exército, ou “III Exército Revolucionário”, contestando a autoridade de Ladário. A ofensiva contra Porto Alegre, controlada pelas poucas tropas ainda leais a Ladário, seria feita em conjunto com os elementos do III Exército leais a Poppe.

## Retorno a Porto Alegre
O conflito esperado não ocorreu. Na manhã de 2 de abril, Goulart já não tinha possibilidade de vitória e, apesar dos protestos de Ladário e Brizola, recusou uma resistência armada. Ele partiu a São Borja e, posteriormente, ao exílio no Uruguai. Ladário aceitou entregar seu comando e em 3 de abril seguiu ao Rio de Janeiro. Sereno Chaise anunciou o fim da nova Cadeia da Legalidade, Brizola fugiu ao interior e os militares golpistas iniciaram as prisões em Porto Alegre. À tarde, Meneghetti decidiu deixar Passo Fundo no dia seguinte.
Às 08:00 de 3 de abril o governador seguiu a Porto Alegre à frente de uma coluna armada da Brigada Militar, a “Caravana da Liberdade”, composta por 12 ônibus e numerosos outros veículos carregando autoridades estaduais e municipais e apoiadores civis do golpe que haviam comparecido a Passo Fundo para pegar em armas. Segundo Menegaz, “durante todo o trajeto, a caravana veio recebendo as mais significativas manifestações de apreço e solidariedade”, mas um relato de um motorista do DAER registra o ataque ao comboio por populares que arremessaram “laranjas, pedras, bergamotas, batatas”. Em Pantano Grande a coluna convergiu com o general Poppe de Figueiredo e seu contingente da 3ª DI. A caravana chegou a Porto Alegre e o governador entrou no palácio às 18:15, discursando e proclamando sua vitória à imprensa.
Os eventos de 1964 foram “o último dos conflitos que envolveram o Rio Grande do Sul, sua população, suas lideranças políticas e, ainda, que teve seu território por palco dos acontecimentos”. Houve uma intensa mobilização armada, mas que não resultou no derramamento de sangue. Sem a Operação Farroupilha, o governador poderia ter perdido seu poder, e os legalistas, conseguido controlar ao menos em parte a Brigada Militar. Em entrevista em 1978, Meneghetti definiu sua atitude como de fuga, mas correta e responsável pela ausência de guerra.
Com o início da ditadura militar, houve um expurgo dos esquerdistas e especialmente brizolistas na “Brigada Militar, nas Universidades, na Assembleia, nas Prefeituras, nas Câmaras, no Judiciário e no Ministério Público”. O ganho político do governador não foi tão grande quanto esperava, pois o Partido Libertador e a União Democrática Nacional, “revolucionários de primeira hora”, exigiram maior poder e consideraram a fuga a Passo Fundo como um indício de fraqueza.

### Citações
1. ↑  Lameira 2012, p. 22, 54 e 151.
2. ↑  Zardo 2010, p. 24-25.
3. ↑  Lameira 2012, p. 94-96.
4. ↑  Lameira 2012, p. 101.
5. ↑  Konrad, Lameira & Lima 2013, p. 108.
6. ↑  Zardo 2010, p. 19-20.
7. ↑  Zardo 2010, p. 56.
8. ↑  Silva 2016, p. 17.
9. ↑  Zardo 2010, p. 36 e 39-40.
10. ↑  Lameira 2012, p. 54.
11. ↑  Silva 2016, p. 17-21.
12. 1 2  Axt 2020, p. 321.
13. ↑  Axt 2020, p. 315.
14. ↑  Faria 2013, p. 335.
15. 1 2  Zardo 2010, p. 37-39.
16. ↑  Zardo 2010, p. 46-49.
17. ↑  Zardo 2010, p. 30-34.
18. ↑  Zardo 2010, p. 46.
19. ↑  Zardo 2010, p. 42-43 e 50.
20. ↑  Faria 2013, p. 402-403.
21. ↑  Zardo 2010, p. 43-44.
22. ↑  Abreu 2013, p. 135-137.
23. ↑  Zardo 2010, p. 39.
24. ↑  Zardo 2010, p. 50.
25. 1 2 3 4  Silva 2016, p. 23-27.
26. ↑  Abreu 2013, p. 131 e 136.
27. ↑  Abreu 2013, p. 136-137.
28. ↑  Zardo 2010, p. 45-46.
29. ↑  Zardo 2010, p. 49-50.
30. ↑  Ferreira 2011, p. 505.
31. ↑  Silva 2016, p. 35-46.
32. ↑  Zardo 2010, p. 48-49.
33. ↑  Motta 2003, p. 61, Tomo 13.
34. ↑  Motta 2003, p. 72, Tomo 13.
35. ↑  Zardo 2010, p. 8 e 50-53.
36. ↑  Zardo 2010, p. 50-53.
37. ↑  Axt 2020, p. 316.
38. ↑  Silva 2014, p. 389.
39. ↑  Axt 2020, p. 317.
40. ↑  Zardo 2010, p. 52-53.
41. ↑  Zardo 2010, p. 54.
42. ↑  Axt 2020, p. 323-325.
43. 1 2  Abreu 2013, p. 141-142.
44. ↑  Zardo 2010, p. 54-55.
45. ↑  Motta 2003, p. 76, Tomo 13.
46. ↑  Axt 2020, p. 327.
47. ↑  Axt 2020, p. 332.
48. ↑  Zardo 2010, p. 58.
49. ↑  Axt 2020, p. 328.
50. ↑  Axt 2020, p. 330.